# Comtat de Lake (Califòrnia)
El Comtat de Lake (en anglès: Lake County) és un comtat localitzat al centre nord de l'estat estatunidenc de Califòrnia, al nord de l'Àrea de la Badia de San Francisco. Pren el seu nom del Llac Clear, la característica geogràfica dominant en el comtat i el llac més gran enterament dins de Califòrnia (a diferència del Llac Tahoe que és parcialment a Nevada). Segons dades del cens del 2010, el comtat té 64.665 habitants, el qual és una pujada del 10,9% respecte dels 58.309 habitants registrats en el cens del 2000. La seu de comtat és Lakeport i la municipalitat més poblada és Clearlake. El comtat va ser incorporat el 20 de maig del 1861.

## Història
El Comtat de Lake va ser format el 1861 a partir de porcions del Comtat de Napa i del Comtat de Mendocino. El Comtat de Lake ha estat sempre una comunitat agrària. Les primeres vinyes van ser plantades en la dècada del 1870. Als començaments del segle XX l'àrea tenia una reputació per la seva producció de grans vinyes a nivell mundial. Però la prohibició d'alcohol el 1920 va acabar amb la producció de vi del Comtat de Lake. La majoria de les vinyes van ser destruïdes i reemplaçades per conreus de peres i nous.
Una reemergença de la indústria del vi va començar en la dècada del 1960 quan uns quants pagesos descobriren el potencial de l'àrea per produir raïm i varen començar a plantar vinyes. L'àrea va anar de tenir 0,4 quilòmetres quadrats de vinyes el 1965 a 36 quilòmetres quadrats avui en dia, i ha vist l'establiment recent de diverses Àrees Vinitícoles Americanes com a la High Valley AVA i la Red Hills Lake County AVA. Moltes de les vinyes en el Comtat de Lake actualment donen suport a l'agricultura respectuosa amb el medi ambient.

## Geografia i medi ambient

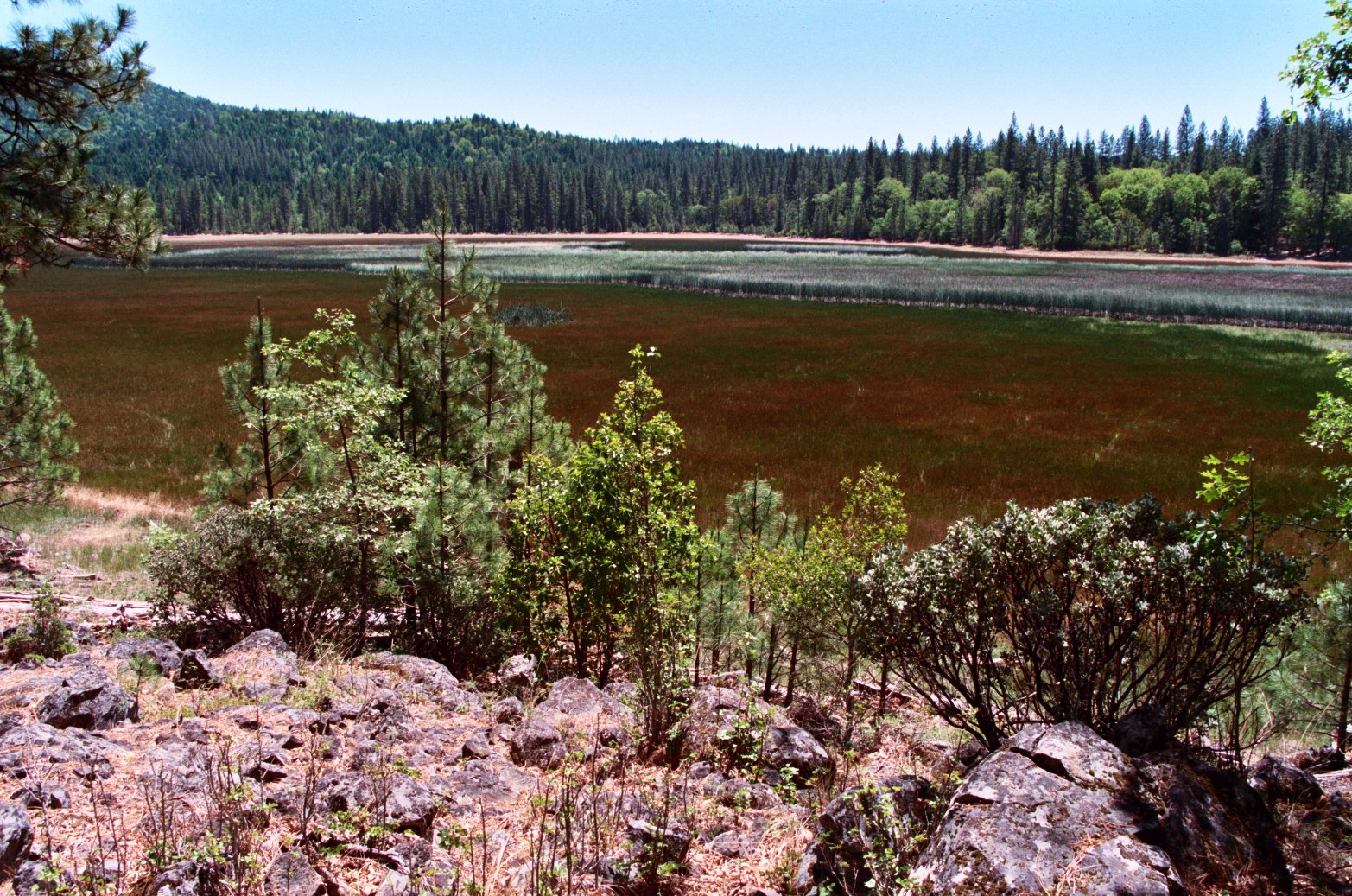
La reserva natural Boggs Lake Ecological Reserve

Segons el cens del 2000, el comtat té una àrea de 3.443,3 quilòmetres quadrats, dels quals 3.258,1 quilòmetres quadrats són terra i 185,2 quilòmetres quadrats (5,38%) són aigua. Un gran nombre de corrents d'aigua drenen en el comtat, incloent Cache Creek, Forbes Creek i Scotts Creek.
El Clear Lake (o en català: Llac Clear) és pensat d'ésser el lloc més antic d'Amèrica del Nord, degut a una falla geològica. El llac està en un bloc grandiós de pedra que lentament s'inclina cap al nord a la mateixa velocitat que el llac s'omple de sediment, d'aquesta manera l'aigua quedant-se a més o menys la mateixa profunditat. La geologia del comtat és caòtica, ja que es basa en el gradient franciscà. Numeroses falles petites són presents a la part sud del llac a més de molts volcans antics, el més gran essent el Mount Konocti. La història geològica del comtat mostra events de gran violència, com a l'erupció del Mount Konocti i el Mount St. Helena, i el col·lapse de la Cow Mountain, que creà les valls al voltant de la seu de comtat de Lakeport. Blue Lakes, Lake Pillsbury i Indian Valley Reservoir són altres de les grans masses aqüíferes del comtat.
El Comtat de Lake té hàbitats per una gran varietat d'espècies de preocupació, incloent l'herba poc comuna, legenere limosa, el rar eryngium constancei i el cervus canadensis. Aus aquàtiques, ossos i altra fauna abunda en la conca del Clear Lake.
Degut al seu terreny muntanyós, el Comtat de Lake és l'únic dels 58 comtats californians que mai ha estat servit per ferrocarril.

### Comtats adjacents
|  |  |  |
|  |  |  |
|  |  |  |

### Àrees nacionals protegides
- Mendocino National Forest (part)
- Cow Mountain Recreation Area
- Cache Creek Wilderness i Cache Creek Wildlife Area

### Àrees estatals protegides
- Boggs Mountain Demonstration State Forest
- Anderson Marsh State Historic Park
- Loch Lomond Vernal Pool Ecological Reserve
- Boggs Lake Ecological Reserve
- Clear Lake State Park
- Rodman Slough Preserve (California Department of Fish and Game)

## Infraestructures de transport

### Autovies principals
- California State Route 20
- California State Route 29
- California State Route 53
- California State Route 175
- California State Route 281

### Transport públic
Lake Transit és una companyia d'autocars i autobusos que dona servei a totes les àrees al voltant de Clear Lake, amb la majoria del servei basat en la ciutat de Clearlake. Les connexions són també proveïdes per a St. Helena (Comtat de Napa) i Ukiah (Comtat de Mendocino).

### Aeroports
Lampson Field és l'aeroport públic del comtat. Hi ha a més diversos aeroports privats pel comtat.

## Política
El Comtat de Lake acostuma a ser Demòcrata en les eleccions presidencials i congressionals. L'últim Republicà que va guanyar la majoria en el comtat va ser Ronald Reagan el 1984.
El comtat és part del 3r i 5è districte congressual de Califòrnia, dels quals són congressistes els Demòcrates John Garamendi i Mike Thompson, respectivament. En la legislatura estatal, el comtat és part del 1r districte d'assemblea, del qual és encarregat el Demòcrata Wesley Chesbro, i del 2n districte del senat, del qual és encarregada la Demòcrata Noreen Evans.
El 4 de novembre del 2008, el Comtat de Lake va votar amb un 52,6% a favor de la Proposition 8, que va modificar la Constitució de Califòrnia perquè il·legalitzés el matrimoni entre persones del mateix sexe.

## Demografia

### 2005
Hi havia 34.031 cases en el Comtat de Lake el 2005. El comtat va tenir un període de creixement en nombre de cases, sumant un total de 1.414 cases residencials des del 2001, un canvi del 4,3%. El Comtat de Lake està classificat 978è de 3.141 comtats comparat amb altes comtats en els Estats Units en nombre de cases construïdes en aquest període.
El Comtat de Lake tenia un cost de mediana de casa de 255.300 $, segons l'American Community Survey. La mediana és menys que la de Califòrnia que era de 477.700 $ i més que la de la nació de 167.500 $. L'American Community Survey va informar que un 14,4% dels habitatges en possessió de residents del Comtat de Lake tenen un cost major al milió.
En el comtat la població s'estenia en un 24,10% menors de 18 anys, un 6,00% de 18 a 24 anys, un 23,60% de 25 a 44 anys, un 26,80% de 45 a 64 anys i un 19,50% majors de 64 anys. L'edat mediana era de 43 anys. Per cada 100 dones hi havia 97,60 homes. Per cada 100 dones majors de 17 anys hi havia 95,70 homes.
L'ingrés econòmic anual de mediana per a cada llar era de 49.627 $ i l'ingrés econòmic anual de mediana per a cada família era de 55.818 $. Els homes tenien un ingrés econòmic anual de mediana de 45.771 $ mentre que les dones en tenien de 44.026 $. La renda per capita pel comtat era de 43.825 $. Un 6,90% de les famílies i un 4,60% de la població vivia per sota del llindar de la pobresa, incloent-hi dels quals un 22,80% menors de 18 anys i un 7,30% majors de 64 anys.
L'augment recent de la renda per capita és degut a la població que s'ha relocalitzat al Comtat de Lake i treballen en l'Àrea de la Badia de San Francisco. A més els costs immobiliaris varen augmentar del 2003 al 2006, causat pel cost relativament baix en comparació als comtats adjacents de Napa, Sonoma i Mendocino.
Dins del Comtat de Lake hi ha dues ciutats incorporades: la seu de Lakeport i la ciutat més gran de Clearlake. També té les comunitats de Clearlake Oaks, Clearlake Riviera, Cobb, Hidden Valley Lake, Kelseyville, Lower Lake, Lucerne, Nice, North Lakeport, Soda Bay i Upper Lake.
L'ingrés econòmic dels residents del comtat varia àmpliament. El comtat és l'ocupador més gran, seguit per grans magatzems com Wal-Mart, Safeway i Kmart. Varis grans magatzems han començat a fer negoci en el comtat recentment (una pujada del 28% des del 2003) i han creat un ambient ocupacional divers. Les estadístiques d'ocupació segueixen pujant, de nou degut a l'afluència de treballadors de l'Àrea de la Badia de San Francisco i el benefici de viure fora d'aquesta. El Comtat de Lake és majoritàriament agricultural, amb facilitats turístiques i alguna indústria. Les collites més populars incloen peres, nous i raïm.

### 2010
El cens dels Estats Units del 2010 va informar que el Comtat de Lake tenia 64.665 habitants. La composició racial del Comtat de Lake era de 52.033 (80,5%) blancs, 1.232 (1,9%) negres o afroamericans, 2.049 (3,2%) natius americans, 724 (1,1%) asiàtics, 108 (0,2%) illencs pacífics, 5.455 (8,4%) d'altres races i 3.064 (4,7%) de dos o més races. Hispànics i llatinoamericans de qualsevol raça formaven un 17,1% (11.088 habitants) de la població.
| Població segons el cens dels Estats Units del 2010 | Població segons el cens dels Estats Units del 2010 | Població segons el cens dels Estats Units del 2010 | Població segons el cens dels Estats Units del 2010 | Població segons el cens dels Estats Units del 2010 | Població segons el cens dels Estats Units del 2010 | Població segons el cens dels Estats Units del 2010 | Població segons el cens dels Estats Units del 2010 | Població segons el cens dels Estats Units del 2010 | Població segons el cens dels Estats Units del 2010 |
| -------------------------------------------------- | -------------------------------------------------- | -------------------------------------------------- | -------------------------------------------------- | -------------------------------------------------- | -------------------------------------------------- | -------------------------------------------------- | -------------------------------------------------- | -------------------------------------------------- | -------------------------------------------------- |
| El comtat                                          | Població total                                     | Blancs                                             | Afroamericans                                      | Natius americans                                   | Asiàtics                                           | Illencs pacífics                                   | Altres races                                       | Dos o més races                                    | Hispànics o llatinoamericans (de qualsevol raça)   |
| Comtat de Lake                                     | 64.665                                             | 52.033                                             | 1.232                                              | 2.049                                              | 724                                                | 108                                                | 5.455                                              | 3.064                                              | 11.088                                             |
| Ciutat incorporada                                 | Població total                                     | Blancs                                             | Afroamericans                                      | Natius americans                                   | Asiàtics                                           | Illencs pacífics                                   | Altres races                                       | Dos o més races                                    | Hispànics o llatinoamericans (de qualsevol raça)   |
| Clearlake                                          | 15.250                                             | 11.262                                             | 614                                                | 400                                                | 161                                                | 27                                                 | 1.805                                              | 981                                                | 3.248                                              |
| Lakeport                                           | 4.753                                              | 3.932                                              | 46                                                 | 147                                                | 99                                                 | 5                                                  | 337                                                | 187                                                | 799                                                |
| Concentració de po- blació designada pel cens      | Població total                                     | Blancs                                             | Afroamericans                                      | Natius americans                                   | Asiàtics                                           | Illencs pacífics                                   | Altres races                                       | Dos o més races                                    | Hispànics o llatinoamericans (de qualsevol raça)   |
| Clearlake Oaks                                     | 2.359                                              | 2.054                                              | 54                                                 | 45                                                 | 34                                                 | 1                                                  | 60                                                 | 111                                                | 192                                                |
| Clearlake Riviera                                  | 3.090                                              | 2.641                                              | 36                                                 | 75                                                 | 40                                                 | 5                                                  | 167                                                | 126                                                | 424                                                |
| Cobb                                               | 1.778                                              | 1.625                                              | 14                                                 | 31                                                 | 13                                                 | 1                                                  | 26                                                 | 68                                                 | 113                                                |
| Hidden Valley Lake                                 | 5.579                                              | 4.830                                              | 63                                                 | 80                                                 | 75                                                 | 12                                                 | 326                                                | 193                                                | 733                                                |
| Kelseyville                                        | 3.353                                              | 2.213                                              | 22                                                 | 51                                                 | 32                                                 | 2                                                  | 888                                                | 145                                                | 1.337                                              |
| Lower Lake                                         | 1.294                                              | 1.031                                              | 20                                                 | 18                                                 | 13                                                 | 1                                                  | 125                                                | 86                                                 | 219                                                |
| Lucerne                                            | 3.067                                              | 2.581                                              | 60                                                 | 105                                                | 26                                                 | 9                                                  | 94                                                 | 192                                                | 367                                                |
| Middletown                                         | 1.323                                              | 985                                                | 5                                                  | 28                                                 | 18                                                 | 0                                                  | 225                                                | 62                                                 | 413                                                |
| Nice                                               | 2.731                                              | 2.187                                              | 65                                                 | 159                                                | 42                                                 | 7                                                  | 123                                                | 148                                                | 384                                                |
| North Lakeport                                     | 3.314                                              | 2.685                                              | 28                                                 | 126                                                | 40                                                 | 4                                                  | 271                                                | 160                                                | 571                                                |
| Soda Bay                                           | 1.016                                              | 843                                                | 16                                                 | 14                                                 | 12                                                 | 0                                                  | 102                                                | 29                                                 | 171                                                |
| Spring Valley                                      | 845                                                | 766                                                | 15                                                 | 10                                                 | 6                                                  | 3                                                  | 24                                                 | 21                                                 | 71                                                 |
| Upper Lake                                         | 1.052                                              | 842                                                | 7                                                  | 33                                                 | 7                                                  | 0                                                  | 104                                                | 59                                                 | 242                                                |
| Àrees no incorporades                              | Població total                                     | Blancs                                             | Afroamericans                                      | Natius americans                                   | Asiàtics                                           | Illencs pacífics                                   | Altres races                                       | Dos o més races                                    | Hispànics o llatinoamericans (de qualsevol raça)   |
| Àrees no incorporades i la resta del comtat        | 13.861                                             | 11.556                                             | 167                                                | 727                                                | 106                                                | 31                                                 | 778                                                | 496                                                | 1.804                                              |

### Llengües parlades
Segons el cens del 2000, un total de tretze llengües eren parlades pels habitants del Comtat de Lake; les llengües maternes eren les següents.